# 孔泰斯新城
孔泰斯新城（法語：Villeneuve-la-Comtesse，法語發音：[vilnœv la kɔ̃tɛs]）是法国滨海夏朗德省的一个市镇，属于圣让当热利区。

## 地理
孔泰斯新城（46°5'54"N, 0°30'15"W）面积15.9 平方千米，位于法国新阿基坦大区滨海夏朗德省，该省份为法国西部滨海省份，北起旺代省，西临大西洋，南至吉倫特省，东南接多爾多涅省，东北接德塞夫勒省接壤，东临夏朗德省。
与孔泰斯新城接壤的市镇（或旧市镇、城区）包括：夸韦尔、拉克鲁瓦孔泰斯、米尼翁河畔德伊、米格雷、布托讷河畔圣塞沃兰、韦尔涅、普莱讷达尔让松。

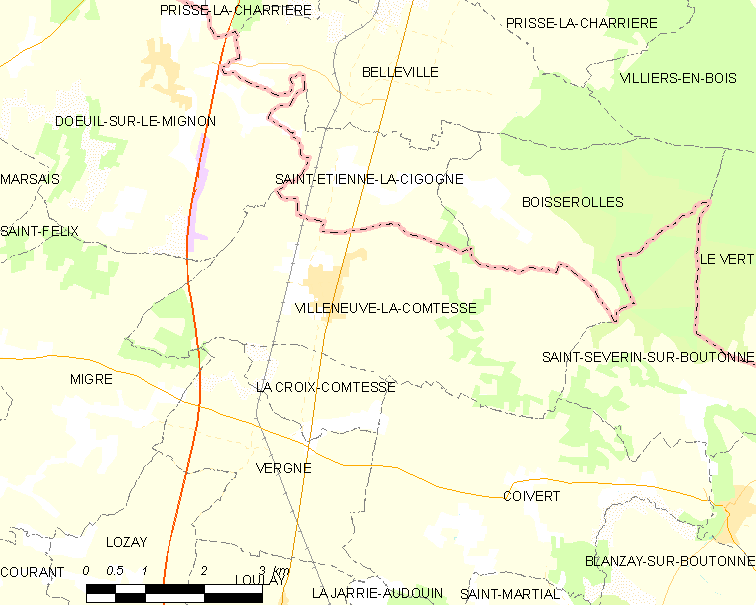
孔泰斯新城的OSM定位图

孔泰斯新城的时区为UTC+01:00、UTC+02:00（夏令时）。

## 行政
孔泰斯新城的邮政编码为17330，INSEE市镇编码为17474。

## 政治
孔泰斯新城所属的省级选区为圣让当热利县。

## 人口

1962-2008年间孔泰斯新城人口变化图示

孔泰斯新城于2022年1月1日时的人口数量为745人。